# Parafia św. Andrzeja Apostoła w Wapniku
Parafia świętego Andrzeja Apostoła w Wapniku – parafia rzymskokatolicka znajdująca się w archidiecezji warmińskiej, w dekanacie Orneta.
Obecny kościół parafialny wzniesiono po I wojnie światowej. Został konsekrowany w 1923 przez bp. Augustyna Bludaua ku czci św. Anny i św. Andrzeja Apostoła.
Od 2023 funkcję proboszcza pełni ks. kan. Jan Sztygiel.